# Kolisalu, Sorab
Kolisalu là một làng thuộc tehsil Sorab, huyện Shimoga, bang Karnataka, Ấn Độ.